# Drimys arfakensis
Drimys arfakensis är en tvåhjärtbladig växtart som beskrevs av L. S. Gibbs. Drimys arfakensis ingår i släktet Drimys och familjen Winteraceae. Inga underarter finns listade.